# خورخي دي فروتوس
خورخي دي فروتوس (بالإسبانية: Jorge de Frutos Sebastián)‏ هو لاعب كرة قدم إسباني، ولد في 20 فبراير 1997. لعب مع ريال بلد الوليد.

## روابط خارجية
- خورخي دي فروتوس على موقع قاعدة بيانات كرة القدم.إي يو (الإنجليزية)
- خورخي دي فروتوس على موقع Soccerway.com (الإنجليزية)